# Rotterdamsche Droogdok Maatschappij

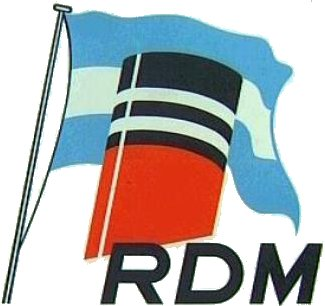
Logo

De Rotterdamsche Droogdok Maatschappij NV (RDM) was een belangrijke scheepswerf voor scheepsnieuwbouw, scheepsreparatie en machinebouw in Rotterdam, die heeft bestaan tussen 1902 en 1996. Het bedrijf bouwde 355 schepen, vrijwel allemaal zeegaand, zowel voor de koopvaardij als de marine. Ook construeerde het bedrijf brugdelen (Vianen) en boorplatforms. Op zijn hoogtepunt telde het bedrijf 7.000 personeelsleden en nam het enige tijd de leidende positie onder de Nederlandse scheepswerven in.

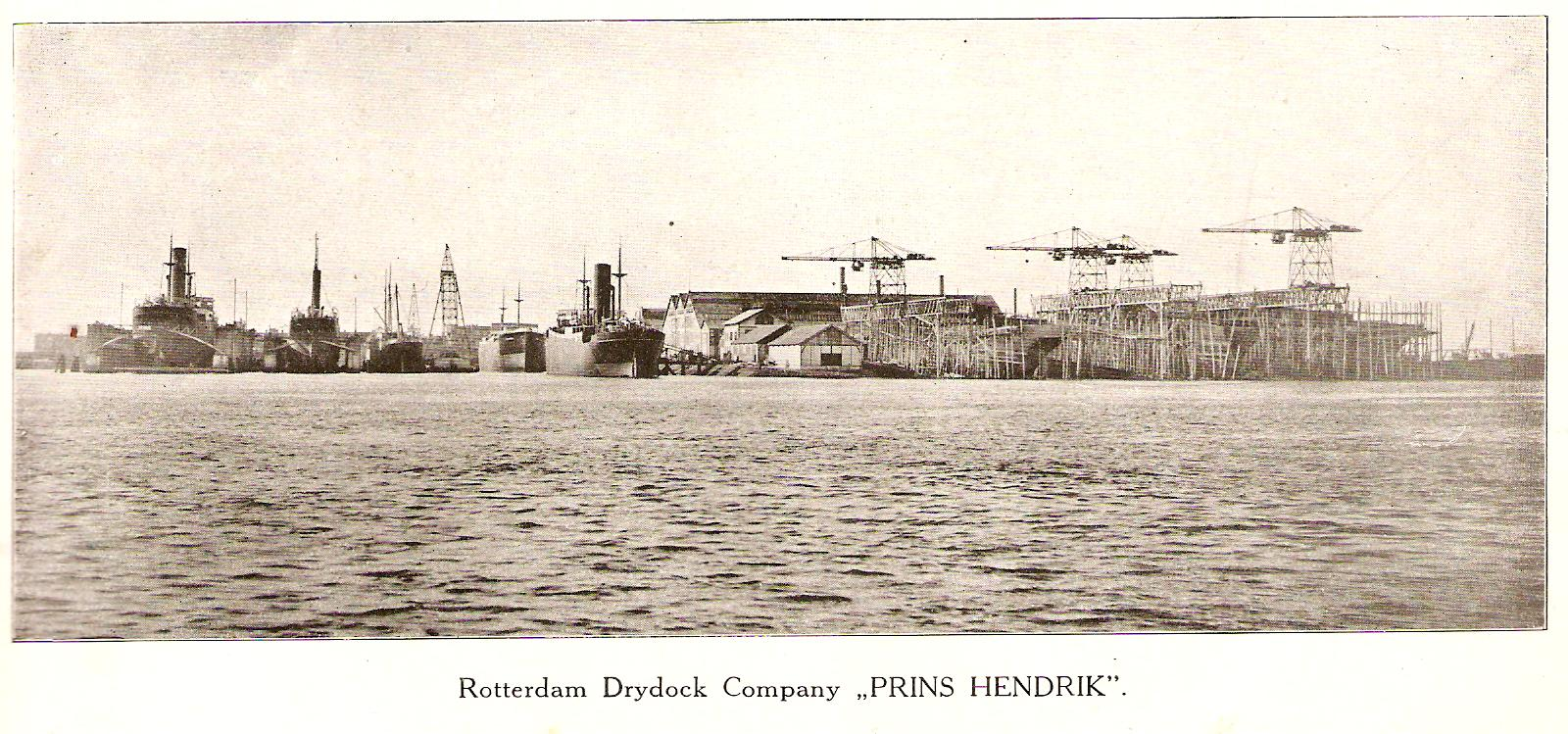
RDM Prins Hendrik dok 1918

Reparatie van schepen was de belangrijkste activiteit van het bedrijf en in totaal heeft het 12 grote drijvende droogdokken bezeten (één ervan ging al vlak na de aanschaf verloren). De werf maakte vrijwel geen gebruik van gegraven dokken. De werf bouwde zowel vracht- als passagiersschepen, en tevens oorlogsschepen, waaronder onderzeeboten voor de Koninklijke Marine. De eerste opdracht voor nieuwbouw van een zeegaand schip kwam in 1905 binnen. Het bekendste schip van de werf was het ss Rotterdam, dat nu weer in de stad aan de kade ligt.

## Start en eerste jaren
Het bedrijf werd opgericht op 23 januari 1902 en gevestigd op de Heijplaat aan de zuidelijke Maasoever. Het was een voortzetting van de Maatschappij De Maas, gevestigd in Delfshaven, in 1856 opgericht door de Schot Duncan Christie. Die had voordien een leidinggevende functie bij het Etablissement Fijenoord waarna hij voor zichzelf begon. . Toen de werf in het begin van de 20ste eeuw Delfshaven moest verlaten, kwam de toen nog geheel onbebouwde Heijplaat als vestigingsplaats in beeld. De Dokhaven werd uitgegraven en met de vrijgekomen grond werd het werfterrein vier meter opgehoogd. De Dokhaven vormde het hart van het bedrijf.
Op 3 oktober 1903 werden het prins Hendrikdok I en II feestelijk in gebruik genomen door de minister van Waterstaat, Handel en Nijverheid, Johannes Christiaan de Marez Oyens. Daarbij kwam in 1923 het in Hamburg gebouwde prins Hendrikdok III, eveneens een drijvend droogdok.
Op 14 januari 1925 werd de Scheepsbouw Maatschappij Nieuwe Waterweg (opgericht in 1914), gevestigd schuin tegenover de RDM op de noordelijke oever in Schiedam, overgenomen en als zelfstandige vennootschap voortgezet. De RDM kreeg daardoor twee vestigingen, een situatie die tot de sluiting van de vestiging Nieuwe Waterweg in 1978 bleef bestaan.

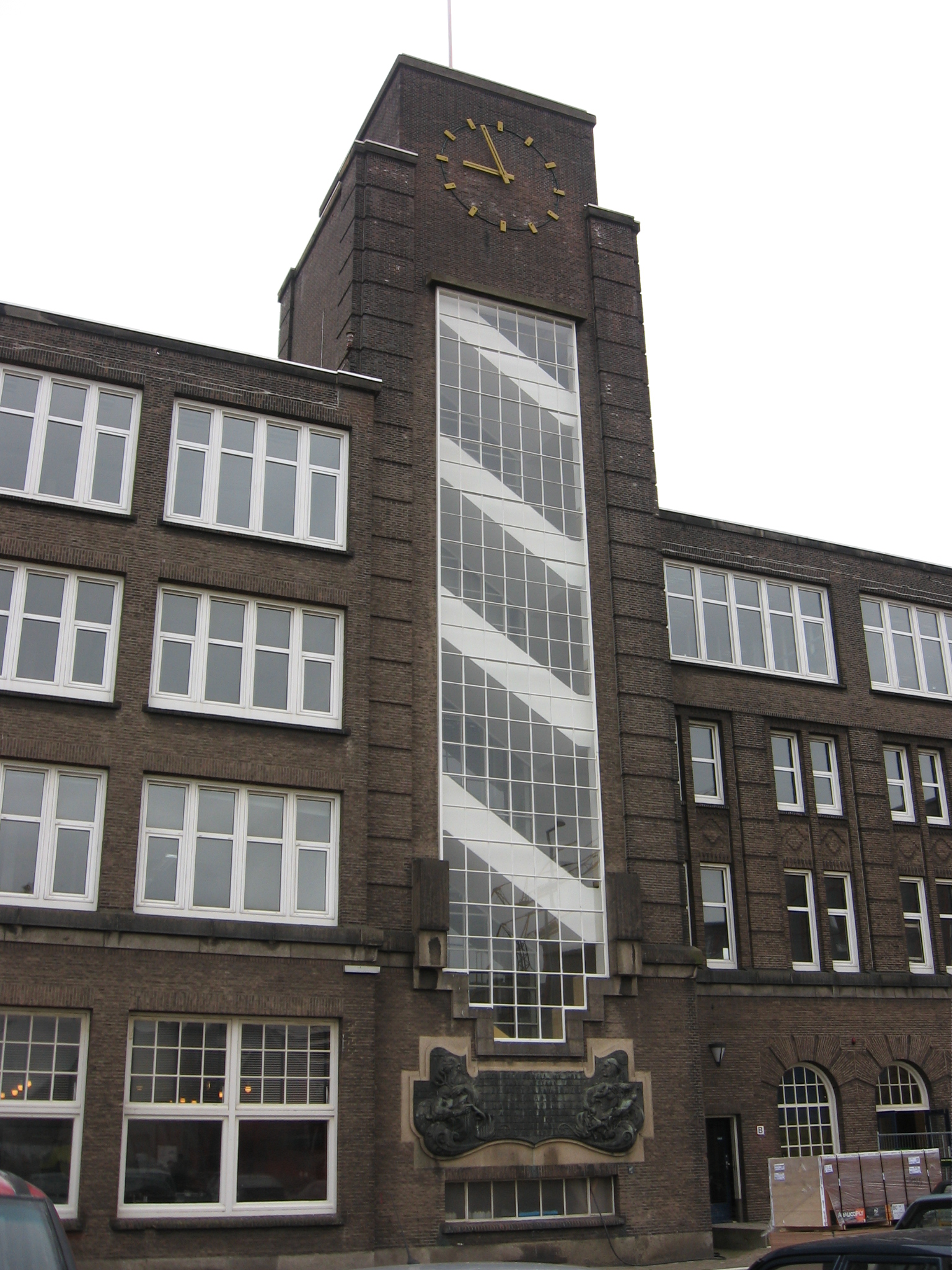
Voormalig directiekantoor aan de kade in Heijplaat

Voor de huisvesting van de medewerkers liet de RDM vanwege de nogal afgelegen ligging van het bedrijf een eigen dorp bouwen, dat tussen 1914 en 1918 verrees en Tuindorp Heijplaat werd genoemd. Dat dorp omvatte ook scholen, drie kerken, een bejaardenhuis en winkels. Er vormde zich een hechte dorpsgemeenschap, die zich - met succes - hevig roerde tegen een dreigende sloop van het complex begin jaren negentig.

### Onderzeebootloods
Voor de bouw van 3 onderzeeërs van de koloniale K-klasse werd een aparte hal gebouwd in 1928/29. Daarin konden, beschermd tegen blikken van buiten en tegen het weer, drie boten tegelijk naast elkaar gebouwd worden. Deze 'Onderzeebootloods' werd uitgebreid in 1936, 1939 en 1946. De loods bestaat uit drie parallelle eenbeukige hallen. De oudste is de middelste, de oostelijke uit 1938 is lager en de jongste is de grootste. In 1938/39 bouwde de werf onderzeeërs voor Polen, de Sep. In totaal werden er bij de RDM in deze loods 16 onderzeeërs gebouwd. Voor het transport naar buiten werd in 1989 een nieuwe schepenlift geconstrueerd. De laatste onderzeeër van de RDM was de Zr.Ms. Bruinvis, die in 1994 aan de marine werd geleverd.

### Overname
In 1938 kocht de RDM, samen met overbuurman NV Dok en Werf Maatschappij Wilton-Fijenoord, alle aandelen in branchegenoot NV Machinefabriek en Scheepswerf van P. Smit Jr. van de Rotterdamse zakenman D.G. van Beuningen. Dit bedrijf bleef onder eigen naam voortbestaan.

## Tweede Wereldoorlog
Al in de aanloop naar de Tweede Wereldoorlog had de werf zich geïnteresseerd voor wapenproductie en kreeg opdrachten van de regering voor munitiefabricage. Een plan om ook kanonnen te gaan maken, kon niet meer in werking treden, hoewel de RDM zich had voorbereid en als vrijwel enige in Nederland kanonlopen kon vervaardigen. Bij de Duitse inval werd geen enkel schip en geen enkele installatie op de werf door Nederlanders vernietigd om gebruik door de vijand onmogelijk te maken.
Vlak na de nazi-Duitse inval, sprak het de facto regeringshoofd, generaal Winkelman, met de directie van de RDM en maakte duidelijk dat het bedrijf geen enkel militair werk voor de bezetters kon uitvoeren, maar dat onderhanden werk voor de Nederlandse marine wel moest worden uitgevoerd. De bezetters arresteerden Winkelman echter snel daarna en maakten duidelijk dat weigering van militaire opdrachten afzetting van de directie tot gevolg zou hebben en de aanstelling van Duitse Verwälter (vervangende beheerder). De werf wist eveneens pogingen om de aandelen in Duitse handen te brengen, te verijdelen.

#### Doorwerken
Tijdens de oorlog werkte de werf zodoende gewoon door, net als overigens de gehele Rotterdamse haven. De werf heeft decennialang over de oorlogsperiode gezwegen. Er werden 32 zogeheten 'bouwnummers' uitgereikt, dat wil zeggen dat er aan 32 schepen begonnen werd, een gemiddelde van ongeveer 6 per jaar, wat ruwweg de helft van de normale capaciteit van de werf was.

#### Duitse opdrachten
Onder meer werden er voor de Kriegsmarine in 1941 een Flugabwehrschiff gebouwd, in 1942 en 1943 8 Minensuchboote, in 1943 4 Torpedofangboote, in 1945 4 Vorpostenboote. De door de Nederlandse marine bestelde onderzeeërs O 23 en O 24 konden nog tijdens de Duitse aanval ontsnappen van de werf naar het buitenland. De O 26 en O 27 vielen onbeschadigd in nazi-Duitse handen, werden afgebouwd en hebben dienstgedaan als UD 4 en UD 5. (Een onderzeeboot van de werf Wilton-Fijenoord viel eveneens in Duitse handen en kreeg het dienstnummer UD 3). De bezetters treffen op de werf de militair belangrijke snuiver aan, het apparaat waarmee onderzeeërs ook onder water hun dieselmotor nog kunnen gebruiken zodat zij een aanzienlijk groter bereik krijgen, een Nederlandse vinding. Alle onderzeeërs van de Kriegsmarine worden daar al snel mee uitgerust.
In totaal heeft de werf 25 oorlogsschepen aan de nazi-Duitsers geleverd. Ook heeft het bedrijf pantserdeuren en ander materiaal voor de bunkers van de zg. Atlantikwall vervaardigd voor de Wehrmacht.

#### Andere ontwikkelingen
Op 11 oktober 1941 werd de werf door de RAF gebombardeerd, waarbij 2 doden en 4 gewonden vielen en een droogdok werd beschadigd. De bezetters dwongen de werf om vaklieden uit te zenden voor gedwongen werk bij Duitse werven. Na de zomer van 1942 vertrokken 266 werknemers daarom naar de werf Blohm und Voss te Hamburg. In 1943 koopt het bedrijf 200 hectare grond op de Heijplaat aan als volkstuin voor de verbouw van groenten door personeelsleden en buurtbewoners.

#### Vernielingen 1944

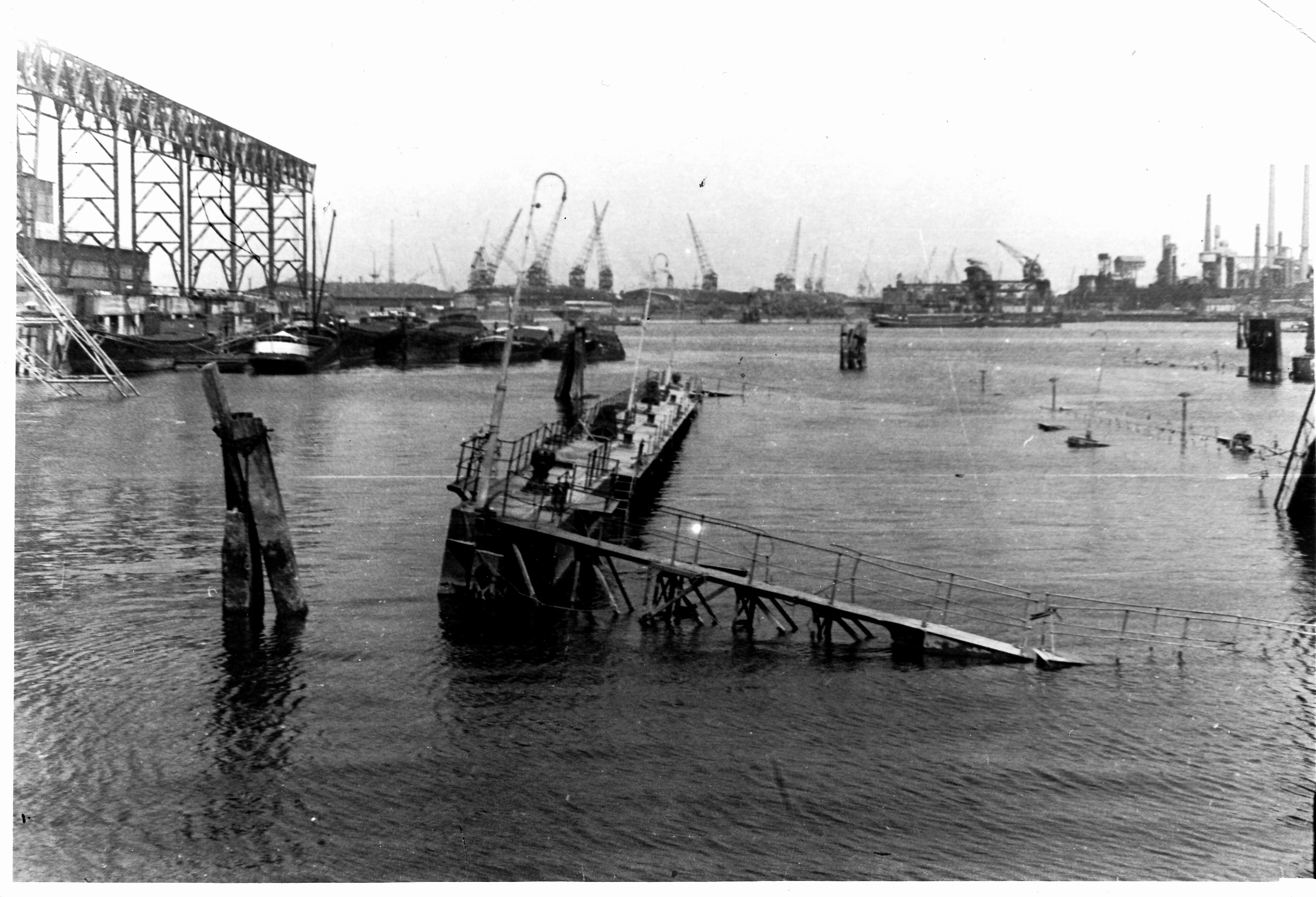
Verwoeste haveninstallaties in 1945

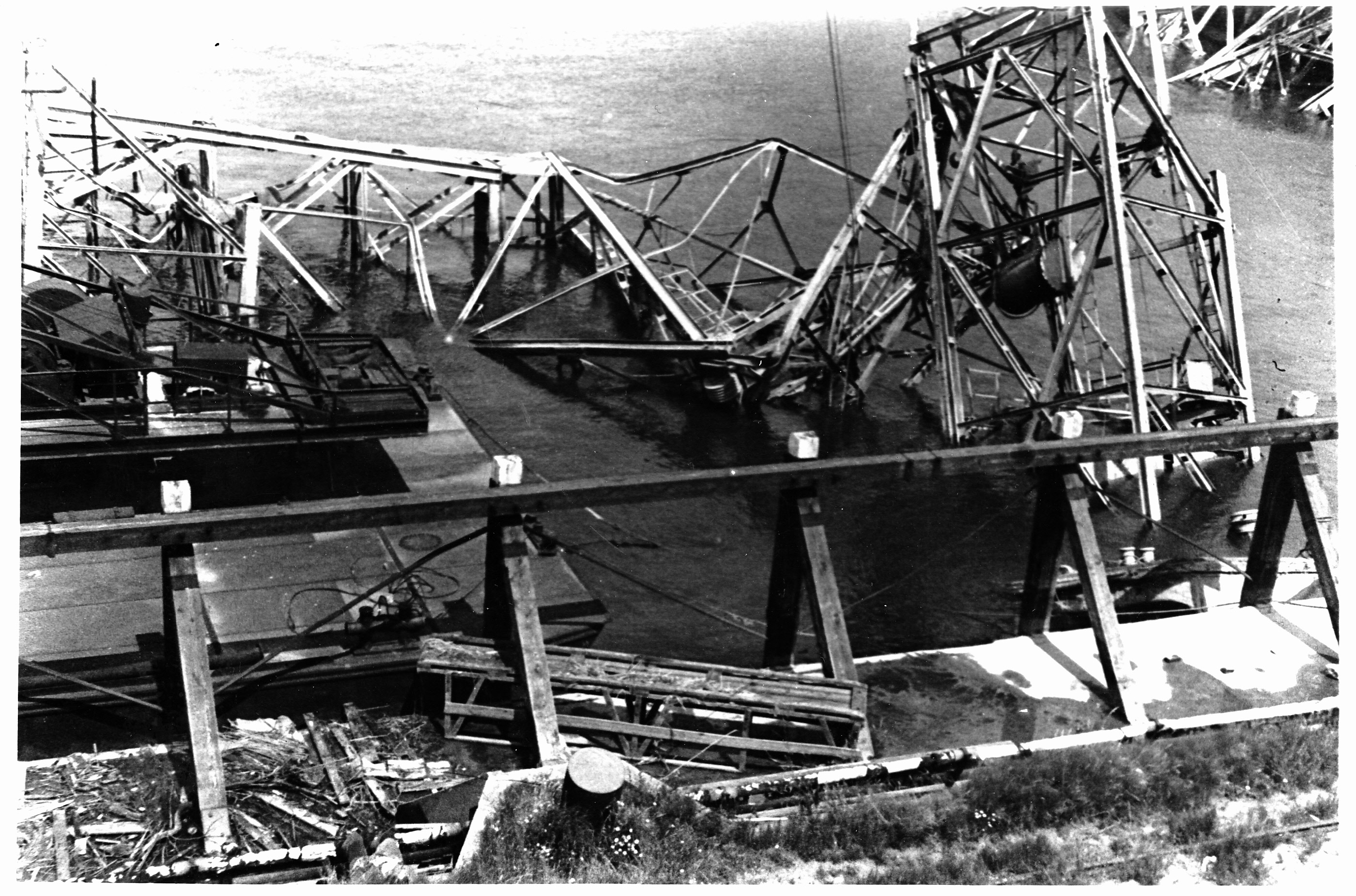
Verwoeste havaninstallaties in 1945

In september 1944, na de start van de Operation Market Garden, besloten de bezetters alle grotere Nederlandse havens, haveninstallaties en alle grote bruggen te vernietigen, terwijl alle overgebleven voertuigen en transportabele installaties zoals draaibanken en resterende voorraden systematisch werden geroofd. Alle droogdokken van de RDM werden dan ook tot zinken gebracht en de meeste kranen van de werf opgeblazen en de overgebleven apparatuur en materialen gestolen. De commandohuizen en de motoren van de dokken werden vernield en de pompkamers lekgeslagen. Direct na de oorlog werden dokken nummers 3, 4, 6 en 7 - gelicht, hersteld en opnieuw in gebruik genomen.

#### Tegenwerking
De directeuren D.C. Endert Jr. en ir. A. Knape stelden zelf dat zij de nazi-Duitse bezetter hebben tegengewerkt door o.m. de bouwtijden toen aanzienlijk te rekken; en de werf werd door de Duitse bezetter zelfs als "deutschfeindlich" (vijandig t.o.v. Duitsland) gekenschetst. Na de oorlog gaf Endert als motivering dat hij op die manier zijn personeel kon behouden. Hij is na de oorlog nooit vervolgd wegens collaboratie.

## Na de oorlog

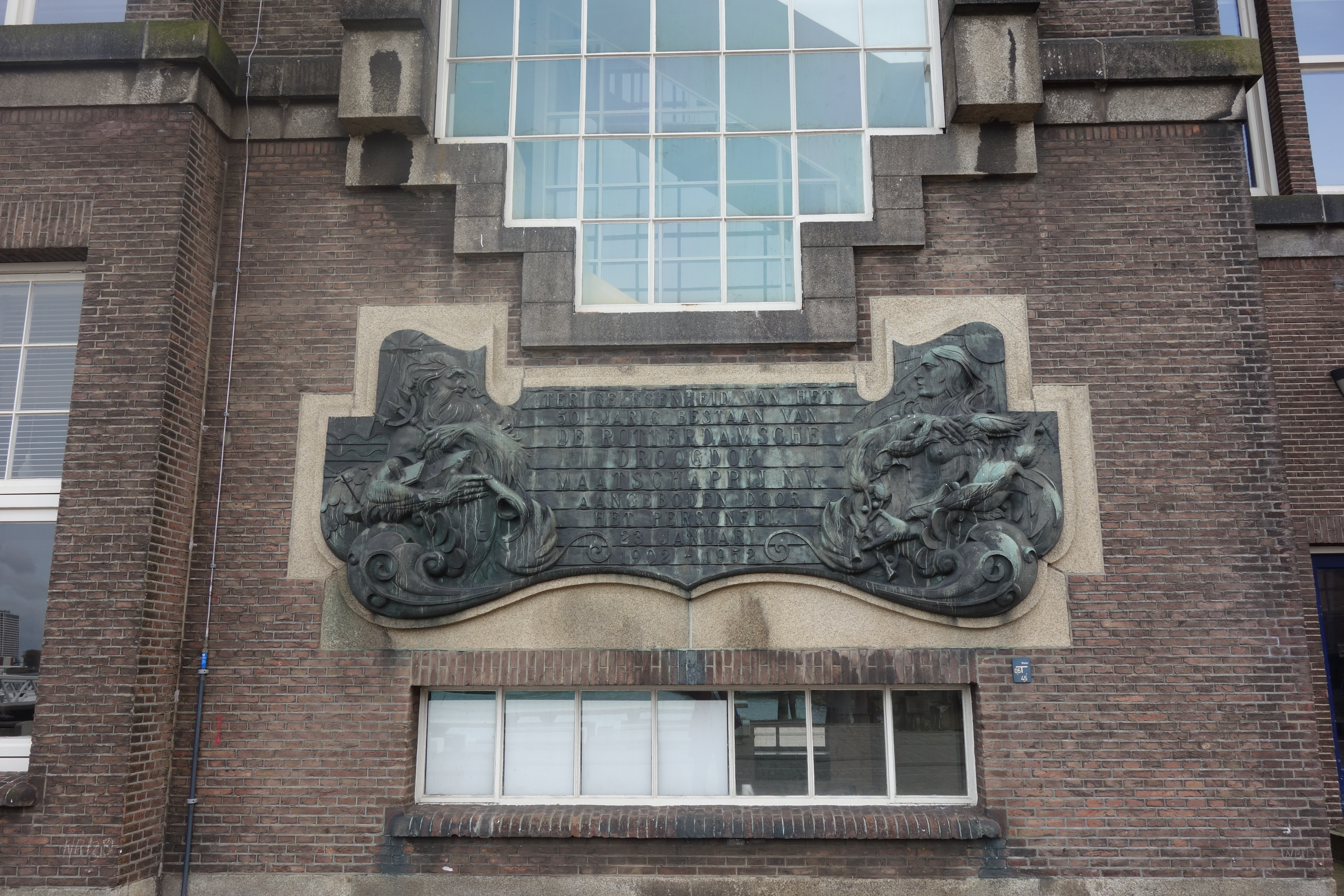
Reliëf bij 50-jarig bestaan

De wederopbouw betekende ook voor de RDM een bloeiperiode. Naast gewone vrachtschepen en tankers, werden er ook marineschepen gebouwd, zoals de lichte kruiser De Zeven Provinciën. In 1956 werd voor de Holland-Amerika Lijn begonnen met de bouw van de Rotterdam, het grootste passagiersschip dat in Nederland is gebouwd.
Onder druk van de opkomst van Japan als scheepsbouwland verschoof de RDM halverwege de jaren 1960 richting marine en offshore. Het bouwde daarbij een sterke positie in de gespecialiseerde apparatenbouw. In opstartende offshore was Brown & Root aanvankelijk de dominerende partij en die liet bij de RDM enkele schepen bouwen. In 1965 werd het kraanponton Atlas gebouwd, het jaar daarop gevolgd door de pijpenlegger Hugh W. Gordon en in 1967 het kraanponton Hercules en de sleuvengraver BAR 279. In 1976 werd de grootste pijpenlegger tot dan toe opgeleverd, de superbarge BAR 347.

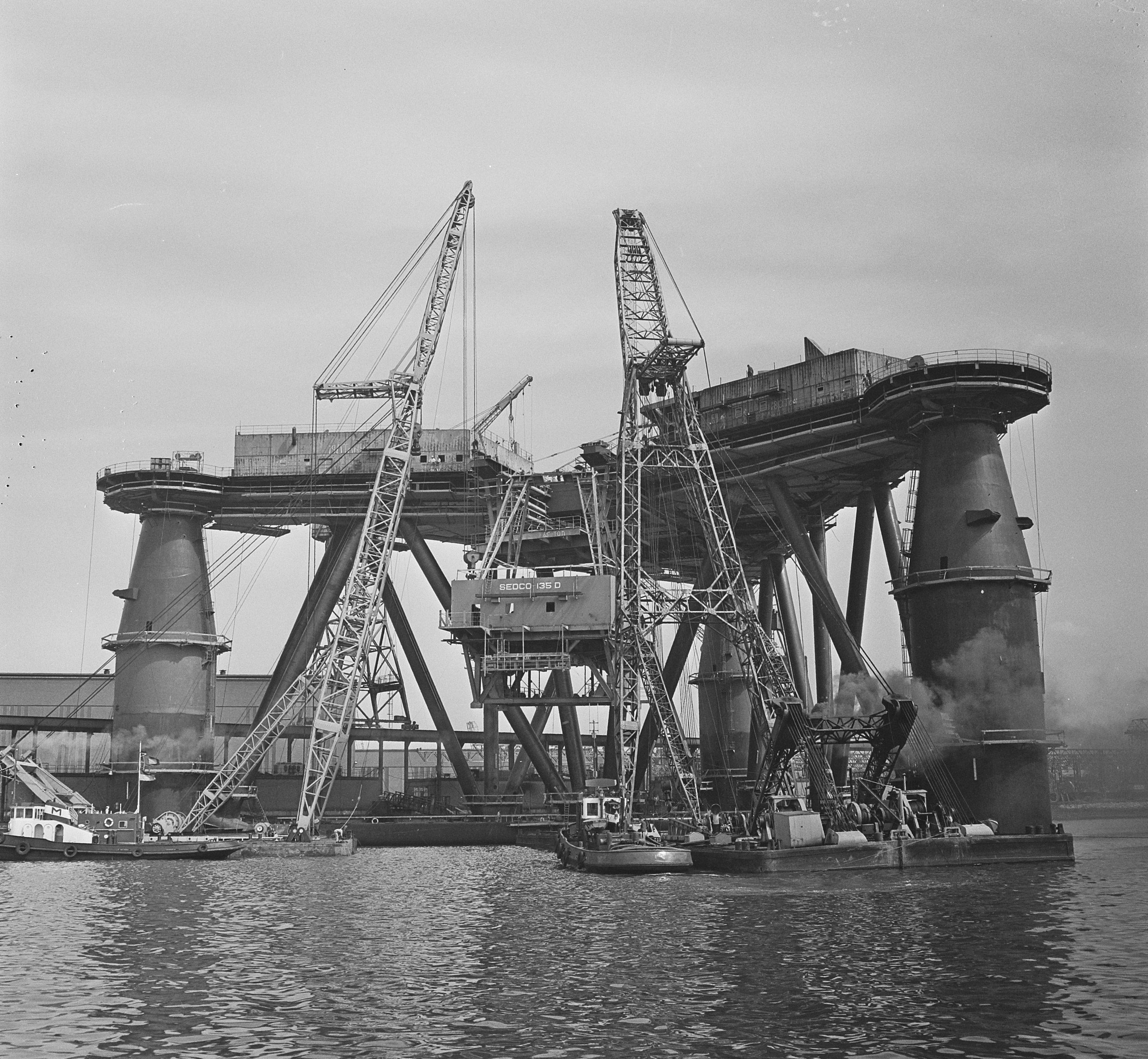
Bouw van de Sedco 135D bij de RDM op 11 mei 1966

Voor Sedco werd in 1966 het boorplatform Sedco 135D gebouwd volgens het toen opmerkelijke halfafzinkbare concept. Het jaar daarop liet de Nederlandse Zeeboormaatschappij de halfafzinkbare Sedneth I bouwen.
Voor American Hoist plaatste de RDM de nodige kranen, zoals voor Brown & Root in 1973 op de BAR 297, in 1975 voor Amoco en De Groot Offshore op de Ocean Builder I en in 1976 voor de NOC op de Blue Whale en Sea Lion I en voor Heerema op de Odin. Die laatste was met 3000 shortton de grootste kraan tot dan toe.
In 1966 werd begonnen met de bouw van de onderzeeërs Zwaardvis en Tijgerhaai die in 1972 op werden geleverd.
In 1965 besloot men tot een fusie met de NV Koninklijke Maatschappij De Schelde (KMS) en de NV Motorenfabriek Thomassen in De Steeg. Op 4 maart 1966 resulteerde dit in het nieuwe bedrijf Rijn-Schelde Machinefabrieken en Scheepswerven NV (RSMS). Op 1 januari 1971 sloot, onder druk van de Nederlandse overheid, de Verolme Verenigde Scheepswerven NV (VVSW) te Rotterdam zich hierbij aan en ontstond Rijn-Schelde-Verolme Machinefabrieken en Scheepswerven NV (RSV).

## Ondergang
Op 6 april 1983 werd het faillissement over RSV en daarmee ook de RDM uitgesproken. De afdeling Offshore werd gesloten, de afdeling Reparatie werd overgedaan aan Wilton-Fijenoord, via verkoop van de twee grootste dokken. Van de 3180 werknemers werden 1370 mensen werkloos. De nog levensvatbare onderdelen, de afdelingen Marine, Werktuigbouw en Zware Apparatenbouw, werden ondergebracht in een nieuwe vennootschap: RDM Nederland BV, eigendom van de overheid.
De marinebouw kreeg een grote impuls door de opdracht tot bouw van onderzeeboten van de Walrusklasse voor de Koninklijke Marine. Een opdracht voor de levering van onderzeeboten voor Taiwan ging echter onder politieke druk van China niet door. Met het afnemen van het aantal scheepsbouworders en de toename van opdrachten in de sfeer van hoogtechnologische apparaten en systemen voor de militaire- en energiesector werd de naam in 1987 gewijzigd in RDM Technology.
Op 20 december 1991 werd het bedrijf door de overheid verkocht aan de Royal Begemann Group van 'bedrijvendokter' Joep van den Nieuwenhuyzen. Het bedrijf werd ondergebracht in een nieuwe vennootschap: RDM Technology Holding BV. Met het gereedkomen van de Nederlandse onderzeeboot-order en het uitblijven van voldoende nieuwe orders waren er in 1993 en 1994 twee grote reorganisaties nodig die het personeelsbestand van 1197 via 700 naar 450 werknemers brachten. De afdelingen werden verzelfstandigd: RDM Technology BV en RDM Submarines BV.
In 1996 werden deze BV's uit de Begemann Groep gehaald en aan Joep van den Nieuwenhuyzen als privépersoon verkocht, wat als einde van de echte scheepsbouwactiviteiten van de RDM gezien kan worden. Sindsdien werden deze BV's, die alleen nog in naam aan de scheepswerf RDM herinnerden, gebruikt voor diverse activiteiten in de wapenindustrie en deels daarmee samenhangende financiële transacties van Joep van den Nieuwenhuyzen.
Het werfterrein met opstallen kwam in het bezit van de gemeente Rotterdam. Later heeft het Havenbedrijf Rotterdam N.V. het terrein uiteindelijk in eeuwigdurende erfpacht genomen, nadat deze gemeentelijke afdeling in 2004 zelfstandig werd.
Op het terrein van de RDM is inmiddels RDM Campus gerealiseerd. Onder het motto Research, Design and Manufacturing wordt dit terrein ontwikkeld tot een vestigingslocatie en broedplaats voor de creatieve en innovatieve maakindustrie en voor nieuwe energiedragers. Het middelpunt van de RDM Campus is de voormalige machinehal, onder de naam RDM Innovation Dock. Op 9 februari 2009 hebben de studenten van de technische opleidingen van de Hogeschool Rotterdam hun intrek genomen. Vanaf 2 maart 2009 volgen de studenten van het Albeda College er ook hun lessen. Ook komt ruim 12.000 m² beschikbaar voor bedrijven die een kennisrelatie willen aangaan met de onderwijsinstellingen.

## Bekende schepen
Tot de bekendste schepen die de RDM bouwde, behoren de volgende schepen.
| Bouwnummer | Naam                | Jaar | Type                        | Opdrachtgever                                  | IMO-nummer | Opmerkingen |
| ---------- | ------------------- | ---- | --------------------------- | ---------------------------------------------- | ---------- | --- |
| 138        | Simon Bolivar       | 1927 | Vracht-/passagiersschip     | KNSM                                           |            | Eerste passagiersschip dat verging en waar Nederlanders op omkwamen door Duitse oorlogshandelingen in 1939                                               |
| 200        | Nieuw Amsterdam     | 1938 | Passagiersschip             | HAL                                            | 5251719    | |
| 208        | Gerard Callenburgh  | 1942 | Torpedobootjager            | Koninklijke Marine                             |            | |
| 219        | De Zeven Provinciën | 1953 | Lichte kruiser              | Koninklijke Marine                             |            | |
| 222        | Tero                | 1949 | Stukgoedschip               | Maatschappij Vrachtvaart                       | 5356129    | |
| 269        | Ampenan             | 1951 | Stukgoedschip               | Koninklijke Rotterdamsche Lloyd                | 5015218    | |
| 284        | Van Linschoten      | 1953 | Stukgoedschip               | Nederlandsche Tank- en Paketvaart Maatschappij | 5078583    | |
| 285        | Katelysia           | 1954 | Olietanker                  | Shell Tankers                                  | 5183481    | Op 15 juli 1074 ontplofte een kleefmijn tegen het voorschip in de haven van Saigon. Gerepareerd in Singapore. In 1977 uit de vaart en gesloopt op Taiwan |
| 287        | Westertoren         | 1954 | Olietanker                  | Nederlandsche Tank- en Paketvaart Maatschappij | 5388378    | |
| 289        | Kabylia             | 1955 | Olietanker                  | Shell Tankers                                  | 5178187    | |
| 294        | Maas Lloyd          | 1956 | Stukgoedschip               | Koninklijke Rotterdamsche Lloyd                | 5216123    | |
| 297        | Arca                | 1959 | Olietanker                  | Shell Tankers                                  | 5022041    | |
| 299        | Onoba               | 1962 | Olietanker                  | Shell Tankers                                  | 5263683    | |
| 300        | Rotterdam           | 1959 | Passagiersschip             | HAL                                            | 5301019    | Het grootste en laatste in Nederland gebouwde en voor een Nederlandse maatschappij varende passagiersschip                                               |
| 307        | Poolster            | 1964 | BOZ-schip                   | Koninklijke Marine                             |            | Hr.Ms. Poolster (A835) was het eerste bevoorradingsschip dat voor de Koninklijke Marine werd gebouwd                                                     |
| 316        | Atlas               | 1965 | Kraanponton                 | Brown & Root en Heerema                        |            | |
| 317        | Sedco 135D          | 1966 | Halfafzinkbaar boorplatform | Sedco                                          | 8755039    | |
| 318        | Hugh W. Gordon      | 1966 | Pijpenlegger                | Brown & Root                                   | 8757192    | |
| 319        | Hercules            | 1967 | Kraanponton                 | Brown & Root                                   | 8757477    | |
| 320        | Zwaardvis           | 1972 | Onderzeeër                  | Koninklijke Marine                             |            | |
| 321        | Tijgerhaai          | 1972 | Onderzeeër                  | Koninklijke Marine                             |            | |
| 322        | Sedneth I           | 1967 | Halfafzinkbaar boorplatform | Nederlandse Zeeboormaatschappij                | 6729579    | |
| 325        | BAR 279             | 1967 | Sleuvengraver               | Brown & Root                                   | 8757001    | |
| 330        | Sea-Land McLean     | 1972 | Containerschip              | Sea-Land Corporation                           | 7223508    | |
| 331        | Sea-Land Exchange   | 1973 | Containerschip              | Sea-Land Corporation                           | 7303205    | |
| 332        | Sea-Land Resource   | 1973 | Containerschip              | Sea-Land Corporation                           | 7325253    | |
| 340        | BAR 347             | 1976 | Pijpenlegger                | Brown & Root                                   | 7605720    | |